# Дзялынский, Ян Доминик
Ян Доминик Дзялынский (пол. Jan Dominik Działyński; ум. 1678/1679) — военный и государственный деятель Речи Посполитой, староста покрживницкий и пуцкий, каштелян хелминский (1677—1678).

## Биография
Представитель польского дворянского рода Дзялынских герба «Огоньчик». Сын каштеляна хелминского Николая Дзялынского и Анны Лодзинской. Братья — воевода мальборкский Станислав Дзялынский и воевода хелминский Михал Дзялынский.
Во время боев против шведской армии он за свой счет развернул отряд гусар. В 1656 году в качестве дворянина и посланника короля Яна Казимира к Стефану Чарнецкому попал под Кцынией в плен к шведам, из которого был освобожден только после заключения Оливского мира в 1660 году.
Член Генеральной прусского сеймика на коронационный сейм 1649 года, сейм 1650 года, обыкновенный и чрезвычайный сейм 1652 года, обыкновенный и чрезвычайный сейм в 1654 году, сеймы 1655, 1658, 1659, 1661, 1664/1665, 1665, 1666 (2), 1667, чрезвычайный сейм 1668 года и отреченный сейм 1668 года. Посол Ковалевского сеймика на сейм 1649/1650 года.
В 1648 году он был избирателем Яна II Казимира Вазы из Хелминского воеводства. Он был избирателем Михала Корибута Вишневецкого от Мальборкского воеводства в 1669 году. Член парламента на чрезвычайном сейме 1670 года от Хелминского воеводства.
Посол Ковальского сеймика на коронационном сейме 1676 года и сейме 1677 года. Будучи членом варшавского сейма, в 1677 году он стал комиссаром по делам монахинь в Грудзёндзе.
Его женой была Мария Грудзинская (? — 1683), от которой у него было шесть дочерей и шесть сыновей, которые, однако, не играли большой роли в общественной жизни, и сыновья остались бездетными.